# Словаччина на Чемпіонаті світу з водних видів спорту 2015
Словаччина взяла участь у Чемпіонаті світу з водних видів спорту 2015, який пройшов у Казані (Росія) від 24 липня до 9 серпня.

## Плавання на відкритій воді
Один словацький спортсмен кваліфікувався на змагання з плавального марафону на відкритій воді.
| Спортсмен   | Дисципліна       | Час       | Місце |
| ----------- | ---------------- | --------- | ----- |
| Марек Павук | 5 км (чоловіки)  | 1:02:49.4 | 45    |
| Марек Павук | 10 км (чоловіки) | 2:16:37.0 | 68    |

## Плавання
Словацькі плавці виконали кваліфікаційні нормативи в дисциплінах, які наведено в таблиці (не більш як 2 плавці на одну дисципліну за часом нормативу A, і не більш як 1 плавець на одну дисципліну за часом нормативу B):
Чоловіки
| Спортсмен       | Дисципліна            | Попередній заплив | Попередній заплив | Півфінал        | Півфінал        | Фінал           | Фінал           |
| Спортсмен       | Дисципліна            | Час               | Місце             | Час             | Місце           | Час             | Місце           |
| --------------- | --------------------- | ----------------- | ----------------- | --------------- | --------------- | --------------- | --------------- |
| Марек Ботік     | 50 м брасом           | 28.26             | 33                | Завершив виступ | Завершив виступ | Завершив виступ | Завершив виступ |
| Томаш Клобучнік | 100 м брасом          | 1:00.77           | 23                | Завершив виступ | Завершив виступ | Завершив виступ | Завершив виступ |
| Томаш Клобучнік | 200 м брасом          | 2:12.74           | 24                | Завершив виступ | Завершив виступ | Завершив виступ | Завершив виступ |
| Ріхард Надь     | 400 м вільним стилем  | 3:51.63           | 32                | Н/Д             | Н/Д             | Завершив виступ | Завершив виступ |
| Ріхард Надь     | 800 м вільним стилем  | 7:55.31           | 18                | Н/Д             | Н/Д             | Завершив виступ | Завершив виступ |
| Ріхард Надь     | 1500 м вільним стилем | 15:04.03          | 13                | Н/Д             | Н/Д             | Завершив виступ | Завершив виступ |
| Ріхард Надь     | 400 м комплексом      | 4:16.37 NR        | 12                | Н/Д             | Н/Д             | Завершив виступ | Завершив виступ |

Жінки
| Спортсменка          | Дисципліна           | Попередній заплив | Попередній заплив | Півфінал         | Півфінал         | Фінал            | Фінал            |
| Спортсменка          | Дисципліна           | Час               | Місце             | Час              | Місце            | Час              | Місце            |
| -------------------- | -------------------- | ----------------- | ----------------- | ---------------- | ---------------- | ---------------- | ---------------- |
| Луція Ледерерова     | 50 м брасом          | 32.20             | =38               | Завершила виступ | Завершила виступ | Завершила виступ | Завершила виступ |
| Катаріна Лістопадова | 200 м вільним стилем | 2:00.69           | 29                | Завершила виступ | Завершила виступ | Завершила виступ | Завершила виступ |
| Катаріна Лістопадова | 50 м на спині        | 28.63             | 18                | Завершила виступ | Завершила виступ | Завершила виступ | Завершила виступ |
| Катаріна Лістопадова | 100 м на спині       | 1:01.61           | 28                | Завершила виступ | Завершила виступ | Завершила виступ | Завершила виступ |
| Катаріна Лістопадова | 50 м батерфляєм      | 26.84             | 24                | Завершила виступ | Завершила виступ | Завершила виступ | Завершила виступ |
| Катаріна Лістопадова | 100 м батерфляєм     | 58.87             | 22                | Завершила виступ | Завершила виступ | Завершила виступ | Завершила виступ |
| Мирослава Силлабова  | 50 м вільним стилем  | 25.59             | 31                | Завершила виступ | Завершила виступ | Завершила виступ | Завершила виступ |
| Мирослава Силлабова  | 100 м вільним стилем | 55.60             | 29                | Завершила виступ | Завершила виступ | Завершила виступ | Завершила виступ |
| Карін Томечкова      | 200 м на спині       | 2:16.63           | 33                | Завершила виступ | Завершила виступ | Завершила виступ | Завершила виступ |

## Синхронне плавання
Двоє словацьких спортсменок кваліфікувалися на змагання з синхронного плавання в наведених нижче дисциплінах.
| Спортсменка                 | Дисципліна              | Попередні змагання | Попередні змагання | Фінал            | Фінал            |
| Спортсменка                 | Дисципліна              | Очки               | Місце              | Очки             | Місце            |
| --------------------------- | ----------------------- | ------------------ | ------------------ | ---------------- | ---------------- |
| Нада Даабусова Яна Лабатова | дует, технічна програма | 77.9122            | 21                 | Завершили виступ | Завершили виступ |
| Нада Даабусова Яна Лабатова | дует, довільна програма | 76.9333            | 23                 | Завершили виступ | Завершили виступ |